# Papa Celestin
Papa Celestin (Napoleonville, 1884. január 1. – New Orleans, 1954. december 15.) amerikai dzsessztromitás, zenekarvezető.

## Pályafutása
Oscar Phillip Celestin a louisianai Napoleonville-ben született kreol családban. Apja cukornádültetvényen dolgozott.
New Orleansban az Imperial, Indiana, id. Henry Allen Olympia Brass Band együttesben és Jack Carey zenekarában játszott. Pályafutása elején néha „Sonny” Celestin néven ismerték. 1910 körül a Tuxedo Dance Hallban zenekarvezetőként kapott állást. Az együttes − szmokingba öltöztetve − a Tuxedo az egyik legnépszerűbb zenekara lett − vegyesen fekete és fehér zenészeivel.
Celestin évekig William Ridgely harsonással együtt vezette a Tuxedo Bandet. Első felvételeiket 1925-ben készítették. Nem sokkal ezután Ridgely és Celestin összeveszett. Nagyjából 5 évig egymással versengő Tuxedo zenekarokat vezettek.
Az 1920-as években a Celestin's Original Tuxedo Orchestra felvételeket készített a Columbia Records számára. Amellett Celestin vezette a Tuxedo Brass Bandet, a város egyik legjobb fúvószenekarát. Az évek során olyan nevezetesek játszottak az Original Tuxedo Orchestra-ban, mint Bill Mathews harsonás, Octave Crosby zongorista, Christopher Goldston dobos, King Oliver kornettes, Mutt Carey trombitás, Alphonse Picou klarinétművész, Ricard Alexis basszusgitáros és Louis Armstrong.
A Nagy gazdasági világválság idején Celestin egy hajógyárban dolgozott, majd a második világháború után új zenekart alapíthatott. Az új Tuxedo Brass Band rendkívül népszerűnek bizonyult, New Orleans legfontosabb turisztikai attrakciói között emlegették. Bandája a francia negyedben, a Bourbon Street-i Paddock Lounge állandó szereplője lett. Rendszeres rádióadásokat, televíziós fellépéseket és további lemezeket készítettek.
Papa Celestin felvétele a Marie Laveau (1954) volt, amelyen énekelt is. Élete végéhez közeledve a New Orleans-i zene egyik legnagyobbjaként tisztelték. A New Orleans-i Jazz Alapítvány mellszobrot készíttetett róla, amelyet a Delgado Múzeumnak adományoztak. 4000 ember vonult fel a temetési felvonulásán, amikor 1954-ben meghalt.

## Albumok
- 1950: The Battle of the Bands
- 1950’s Radio Broadcasts
- 1950, 1955: Papa Celestin's Golden Wedding
- 1954, 1994: Marie Laveau (újrakiadás)
- Oscar Papa Celestin és Adolphe Alexander (felvételek: 1950-1954) − American Recordings, 2008